# Östra Bröta naturreservat

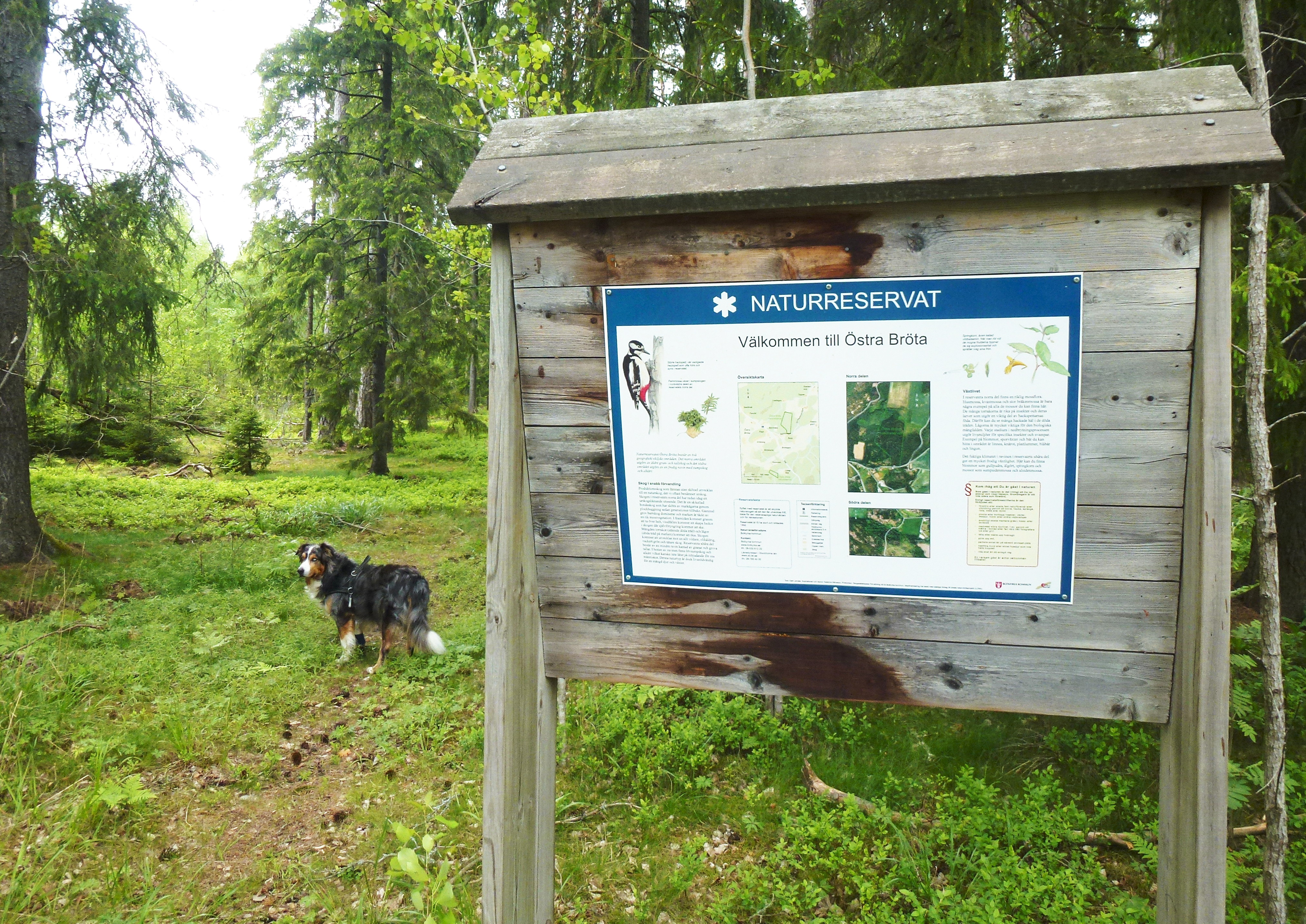
Östra Bröta naturreservat (norra del).

Östra Bröta är ett naturreservat i Brötaområdet i Grödinge socken i Botkyrka kommun. Reservatet består av två skilda delar om totalt 15 hektar och bildades 1992. Reservatet förvaltas av Botkyrka kommun.

## Beskrivning
Reservatets norra del ligger öster om landsvägen och utgörs av äldre gran- och tallskog av naturskogskaraktär. Den typen av skog uppstår när tidigare produktionsskog lämnas utan skötsel. I norra delen av reservatet återfinns en vegetation med en del grova tallar och talrika stormfällen. Tidigare var området en bondeskog som brukades i generationer. Syftet med naturreservatet är att skydda denna naturskog så att den kan utveckla sig fritt och får en allt vildare karaktär.
Reservatets södra del är något mindre än norra delen och ligger väster om landsvägen. Här finns en mindre ravin som kantas av granar och grova tallar. I botten av ravinen ligger en lövsumpskog och ett alkärr med en intressant och rödlistad mossflora.

## Bilder

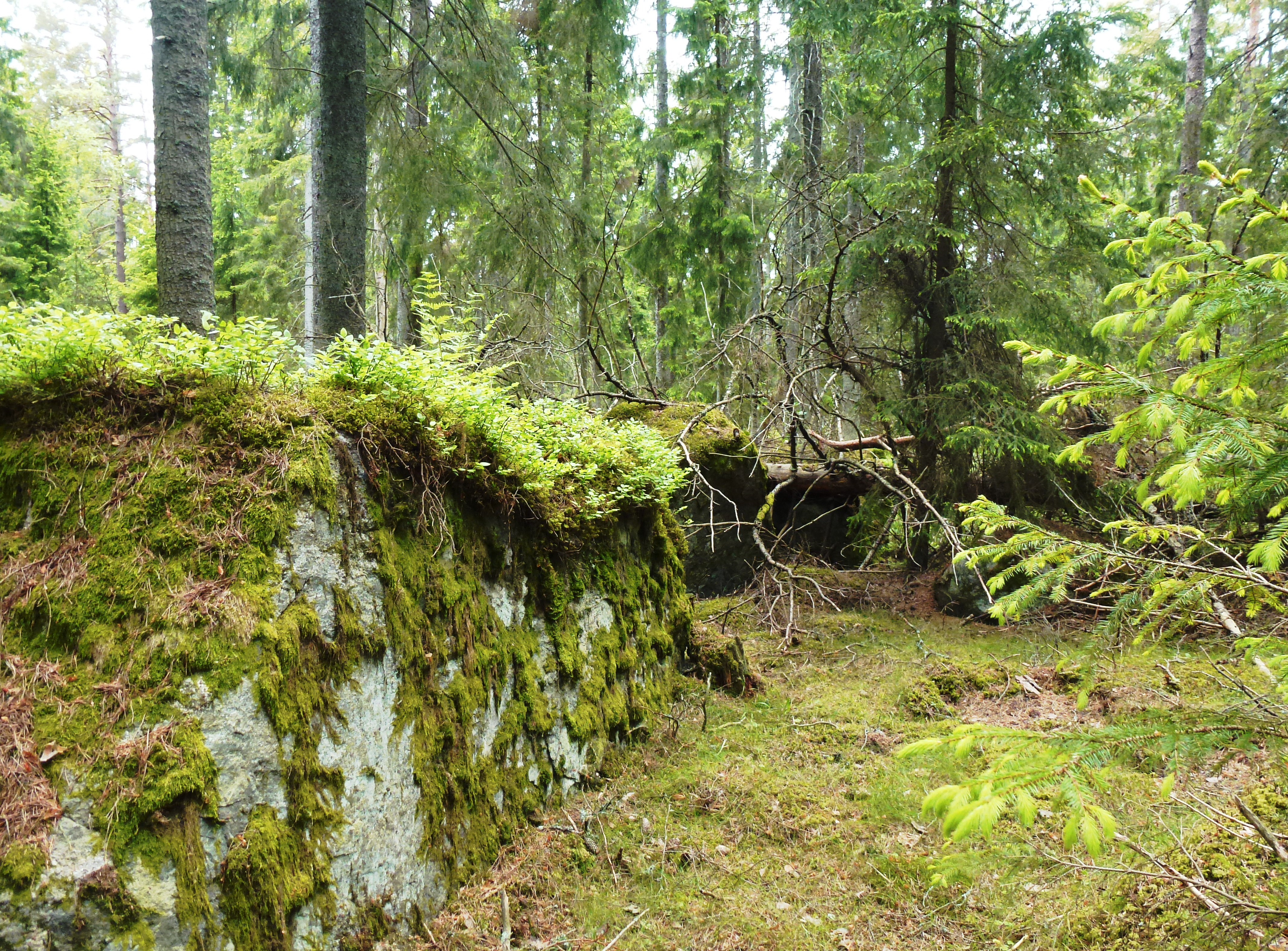
Östra Bröta (norra del)
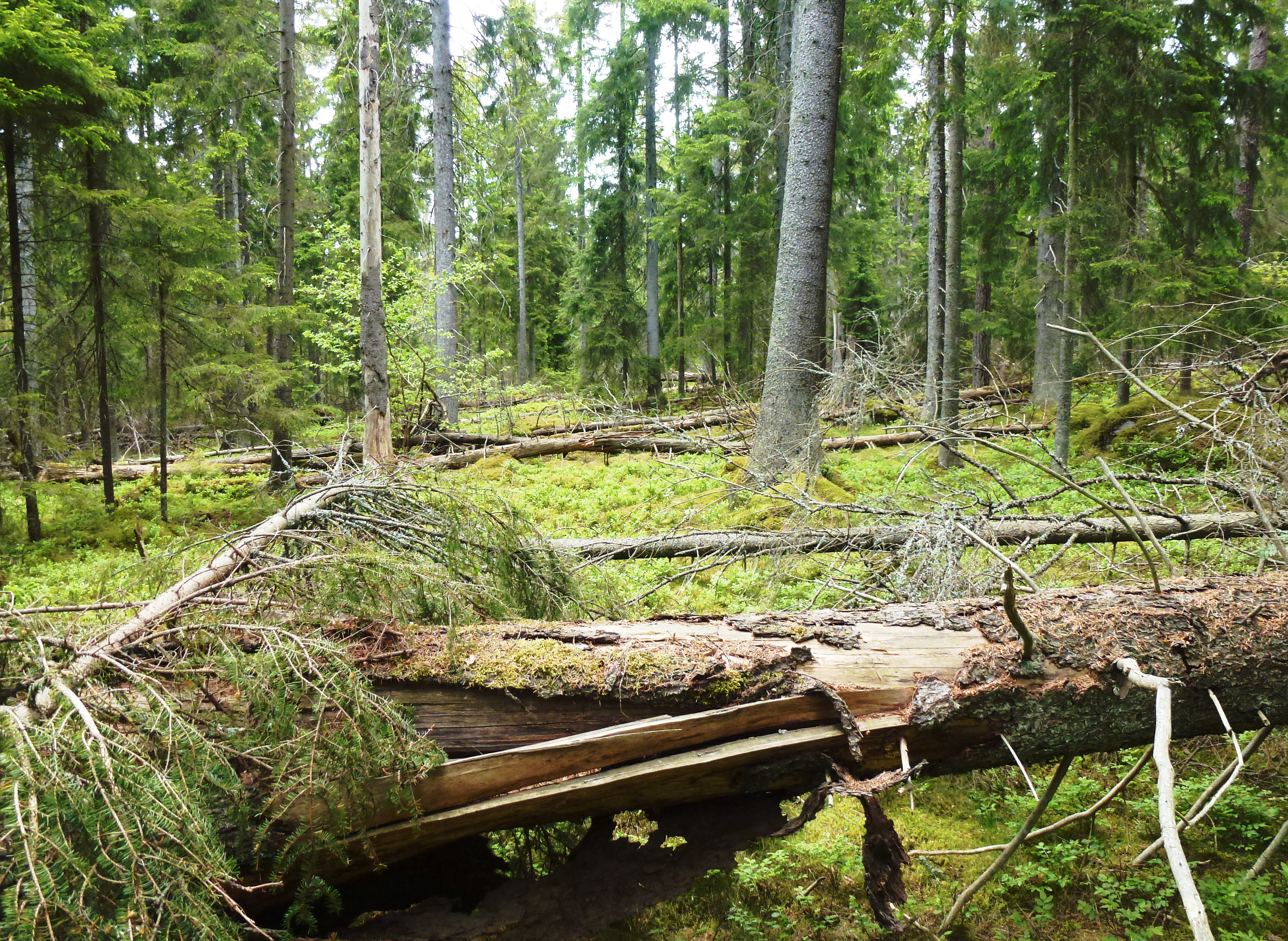
Östra Bröta (norra del)
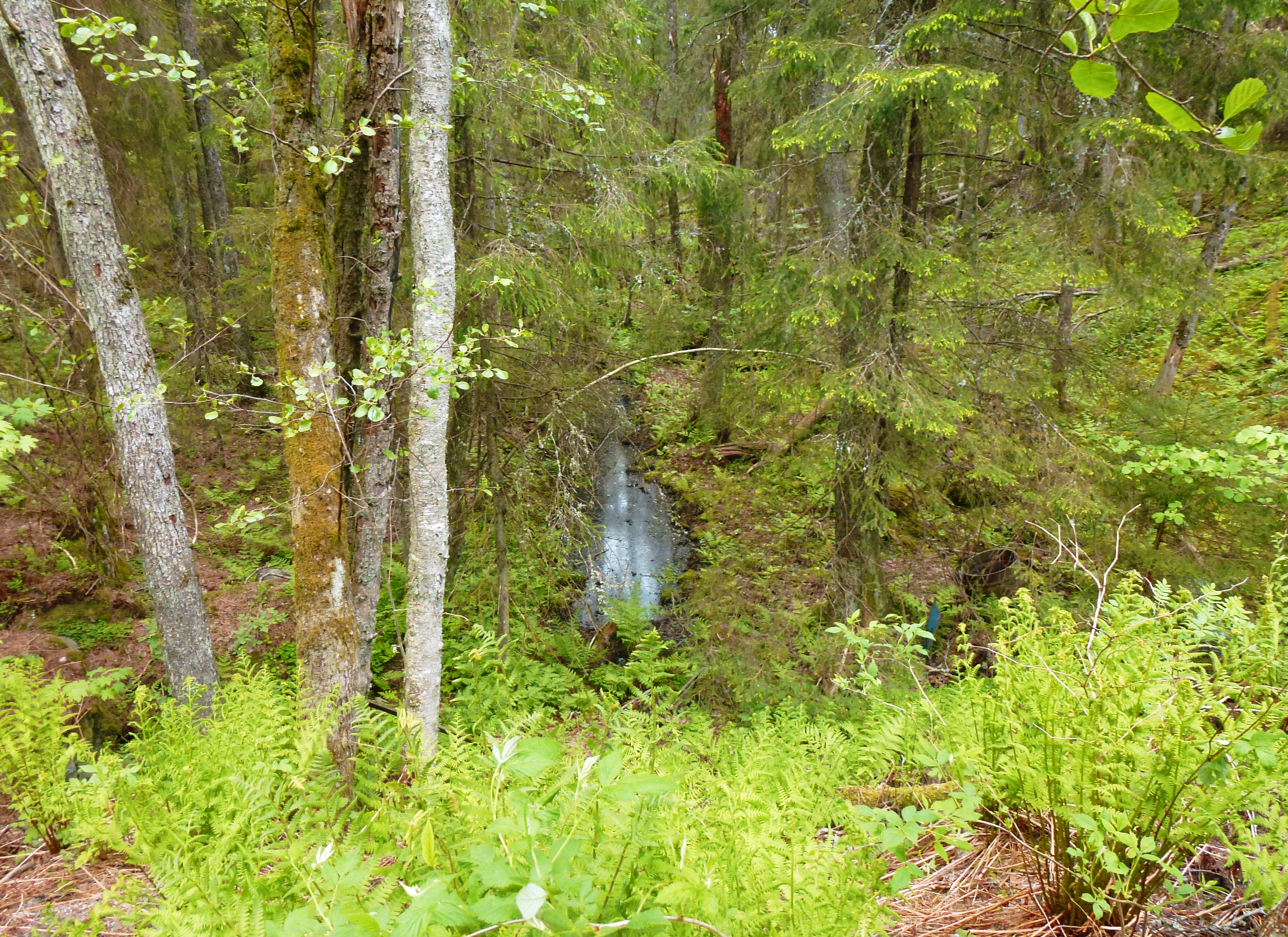
Östra Bröta (södra del)